# Evolution (Kobra and the Lotus)
Evolution è il sesto album in studio del gruppo musicale canadese Kobra and the Lotus, pubblicato il 20 settembre 2019 dall'etichetta Napalm Records.

## Tracce
1. Evodem – 0:54
2. Evolution – 4:37
3. Burn! – 2:44
4. We Come Undone – 3:41
5. Wounds – 3:46
6. Thundersmith – 3:40
7. Circus – 3:42
8. Wash Away – 5:08
9. Liar – 3:32
10. Get the Fuck Out of Here – 3:23
11. In the End – 5:05